# Eremippus aserbeidshanicus
Eremippus aserbeidshanicus är en insektsart som beskrevs av Willy Adolf Theodor Ramme 1951. Eremippus aserbeidshanicus ingår i släktet Eremippus och familjen gräshoppor. Inga underarter finns listade i Catalogue of Life.